# Advanta Championships Philadelphia 1991
L'Advanta Championships of Philadelphia 1991 è stato un torneo femminile di tennis giocato sul sintetico indoor. 
È stata la 9ª edizione del torneo, che fa parte della categoria Tier II nell'ambito del WTA Tour 1991.
Si è giocato al Philadelphia Civic Center di Filadelfia, negli USA dall'11 al 17 novembre 1991.

## Campionesse

### Singolare
Monica Seles ha battuto in finale  Jennifer Capriati con il punteggio di 7–5, 6–1

### Doppio
Jana Novotná /  Larisa Neiland hanno battuto in finale   Mary Joe Fernández /  Zina Garrison con il punteggio di 6–2, 6–4